# Nemeszisz
Nemeszisz (görögül Νέμεσις) a megtorlás istennője a görög mitológiában. Legfőképpen a hübriszt, vagyis a gőgös elbizakodottságot büntette.
Egyes mítoszok szerint Zeusz üldözte szerelmével, ami ellen Nemeszisz úgy védekezett, hogy különböző lényekké változott át. Amikor éppen liba alakját öltötte, Zeusz utolérte, hattyú képében egyesült vele, és így Nemeszisz hozta a világra azt a két tojást, amelyből Helené és Klütaimnésztra, illetve Kasztór és Polüdeikész keltek ki.
Nemesziszt Ókeanosz vagy Zeusz gyermekének is nevezik, de Hésziodosz szerint Erebosz és Nüx a szülei.
Az attikai Rhamnuszban volt a szentélye. Pauszaniasz leírása szerint az istennő szobrát Pheidiasz készítette. Nemeszisz fején koszorú, bal kezében almafa ága, jobbjában áldozócsésze volt.
Sosem volt Nemeszisz egyértelműen csak a bosszú istennője, hanem sokkal inkább a sors bizonytalanságát képviselte. Ez a melléknév tehát azt jelentette, hogy az istennő „ad” (jót és rosszat is), nem pedig „megtorol” (mint azt a nemezis szó mai értelme is hibásan interpretálja). Ezt mutatja, hogy az „oszt” szó az ógörögben a „nemó”, ebből alakulhatott ki a jelző, majd az istennő karaktere nyomán a „haragudni” ige egyik ógörög megfelelője, a „nemeszaó”.